# Grube Hirschbach

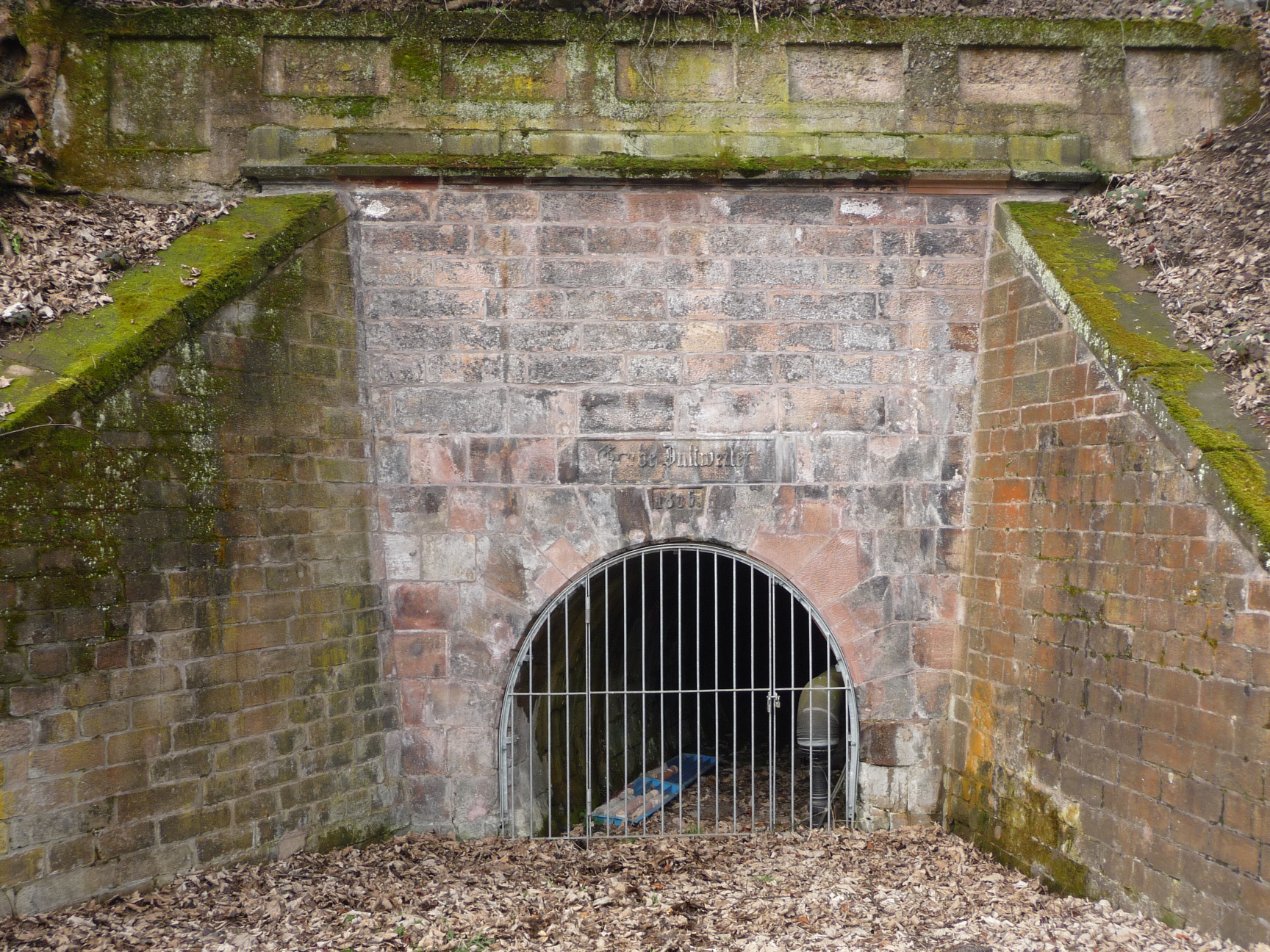
Hirschbachstollen

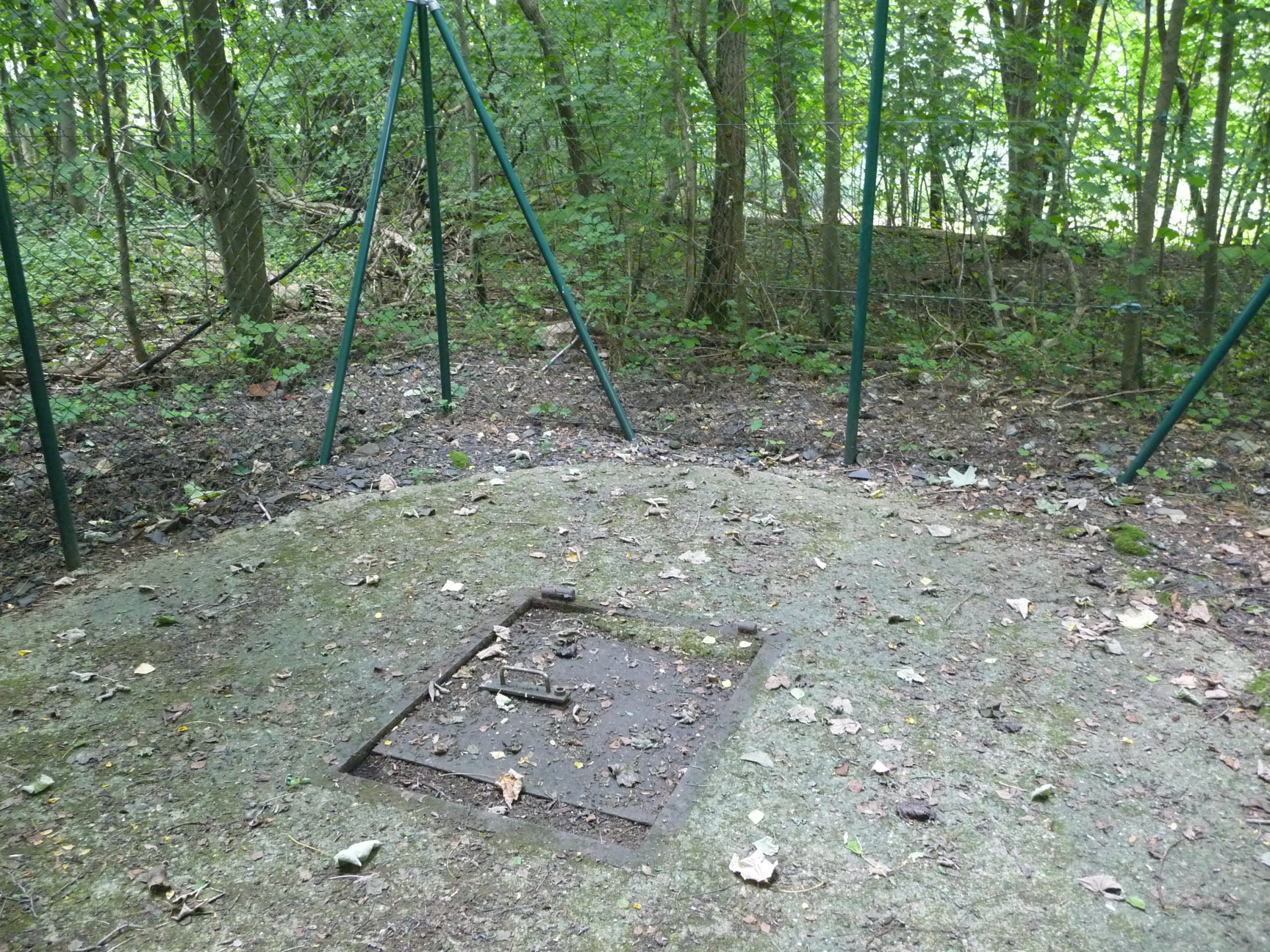
Gegenortschacht

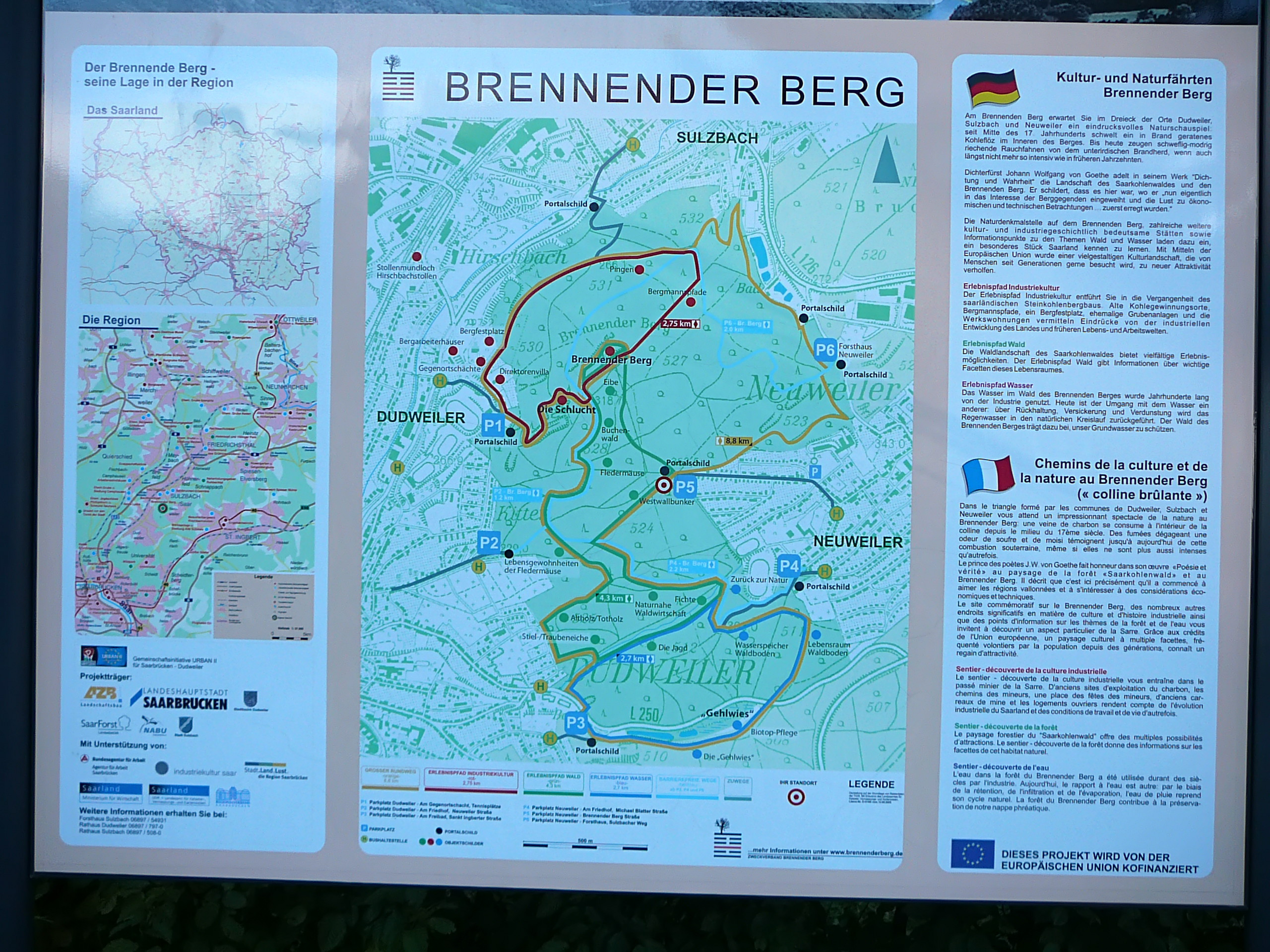
Schautafel des Bergbauwanderwegs

Die Grube Hirschbach war ein Steinkohlenbergwerk in Dudweiler, Saarland. Sie wird den sog. Eisenbahngruben zugerechnet.

## Geschichte
Das Bergwerk hieß zunächst Grube Dudweiler und wurde 1920 in Grube Hirschbach umbenannt. Sie gehörte zu den bekannteren Gruben des saarländischen Bergbaus. Im Jahre 1952 wurde die Grube stillgelegt. Auf Teilen des Areals siedelte der Betreiber der Saargruben verschiedene zentrale Dienstleistungseinrichtungen an, unter anderem die zentrale Hauptwerkstatt Hirschbach, welche der Wartung von Fördertechnik diente, sowie das Arbeitsmedizinische Zentrum.
Erhalten ist an der Straße Am Gegenortschacht 8/10, 12/14 und 18 ein Ensemble von zwei Doppelhäusern für Beamte der Grube und eine Direktorenvilla als dreigeschossiges Wohnhaus, die in den Jahren 1906 bis 1908 im Stile des Historismus mit Anklängen an den Jugendstil errichtet wurden.
Der Bergfestplatz, an dem in der Vergangenheit Bergfeste abgehalten wurden, ist noch erkennbar.
Zu erwähnen ist auch noch der östlich gelegene Brennende Berg. Betroffen ist das Landgruber Flöz am Berggehänge zwischen Dudweiler und Sulzbach-Neuweiler. Der Brand besteht seit spätestens 1668.